# Niepokorni (powieść 2016)
Niepokorni – powieść szpiegowska autorstwa Vincenta V. Severskiego wydana w 2016 roku nakładem Wydawnictwa Czarna Owca.

## Fabuła
Po brawurowej eksfiltracji Michaiła Popowskiego z Rosji, ekipa Konrada Wolskiego i Sary Korskiej napotyka niespodziewane trudności w Polsce. Wydział Q, którym kierują Konrad i Sara zostaje rozwiązany. 
Nowy szef rosyjskiego wywiadu wysyła komando, które ma odnaleźć i zlikwidować Popowskiego. Oddział wyrusza do Helsinek, a w jego skład wchodzi Jagan.
Sara i Konrad mobilizują pracowników rozwiązanego wydziału do ostatniej akcji. Sprawa sięga najwyższych czynników władzy w Polsce...